# 切尔西 (佛蒙特州)
切尔西（英語：Chelsea）位于美国佛蒙特州中部，是奧蘭治郡的县治所在，面积103.4平方公里。根据2000年美国人口普查，共有1,250人，其中白人占98.08%。